# 綿利良秋
綿利 良秋（わたり よしあき、? - 慶長3年（1598年））は、安土桃山時代の武士。蒲生氏家臣。通称は八右衛門。文献によっては渡利・亘利・亘理などの表記も用いられる。
小田原征伐の後、蒲生氏郷に仕えるが、葛西大崎一揆後に開かれた氏郷と伊達政宗との茶会では身辺警護の役目を任されるなど急速に氏郷の信任を得て、小姓組に加えられる。このため、綿利を氏郷・蒲生秀行父子の出頭人であったとする評価もある。
九戸の乱後に600石を与えられていたが、氏郷が没して次の秀行の代になると仕置奉行（家老）に抜擢される。こうした重用に対して家中の反発が高まることになり、慶長3年（1598年）に綿利がかねてから対立していた蒲生郷安によって殺害されたことで、蒲生騒動へと発展していくことになった。
その一方で、日野城の一郭に置かれていた蒲生家ゆかりの寺院・信楽院が蒲生氏郷の移封後に庇護者を失って荒廃したことに対して、慶長年間に入って綿利八右衛門尉（良秋）と蒲生四郎兵衛（郷安）が支援を行い、また彼らが現在の領主である長束正家に対しても庇護の依頼を行って、寺の再興を行ったことを示す史料も残されている。